# Belin-Béliet
Belin-Béliet egy francia település Gironde megyében az Aquitania régióban. Lakosainak száma 6205 fő (2022. január 1.). Lakóit Belinètois-nak nevezik.

## Története
A nevét egy gall istenről, Belenos-ról kapta

## Adminisztráció
Polgármesterek:
- 2001–2008 Alain Péronnau (UMP)
- 2008–2020 Marie-Christine Lemonnier (DVD)

## Demográfia
| Lakosok száma | 1657 | 2439 | 2626 | 3738 | 4830 | 5251 | 5529 | 5732 | 5831 | 6205 |
|               | 1968 | 1982 | 1990 | 2006 | 2013 | 2015 | 2017 | 2019 | 2020 | 2022 |

## Látnivalók
- Saint-Pierre de Mons templom. A XII. században épült.